# Ageeth Scherphuis
Alberta Geertruida (Ageeth) Scherphuis (Zaandam, 30 maart 1933 – Amsterdam, 16 april 2012) was een Nederlands journaliste en omroepprogrammamaakster.

## Biografie
Na haar MMS opleiding en de hotelschool ging zij een jaar in een hotel in Engeland werken om haar spreekvaardigheid in het Engels te verbeteren. Daarna vertrok zij naar Frankrijk om als au pair voor vijf kinderen uit een adellijk gezin te gaan zorgen. Scherphuis wilde journaliste worden en meldde zich in 1953 aan als stadsverslaggeefster bij het lokale dagblad De Typhoon in haar woonplaats Zaandam, waarvoor zij drie jaar werkte. Haar hoofdredacteur stuurde haar voor een reportage naar een voorselectiebijeenkomst van de AVRO voor belangstellenden die solliciteerden naar de functie van televisieomroepster. AVRO-coryfeeën Ger Lugtenburg en Siebe van der Zee zagen in haar een perfecte omroepster en zo begon in 1956 haar televisiecarrière.
In dat jaar volgde zij Mies Bouwman op als tv-omroepster bij de AVRO. Vele jaren was ze het gezicht van deze omroep en op 21 september 1967 was ze de eerste Nederlandse tv-omroepster die in kleur te zien was; Scherphuis droeg voor deze gelegenheid een citroengele jurk. Van 8 februari 1958 tot 25 mei 1960 speelde zij de rol van tv-omroepster Ageeth in het kindertelevisieprogramma Varen is fijner dan je denkt, geschreven en geregisseerd door Mies Bouhuys.
Met Philip Bloemendal presenteerde ze van 1966 het programma Monitor, het eerste actualiteitenprogramma met amusement van de NTS, dat op de zondagmiddagen van oktober 1966 tot december 1968 live vanuit Studio Santbergen te Hilversum werd uitgezonden.

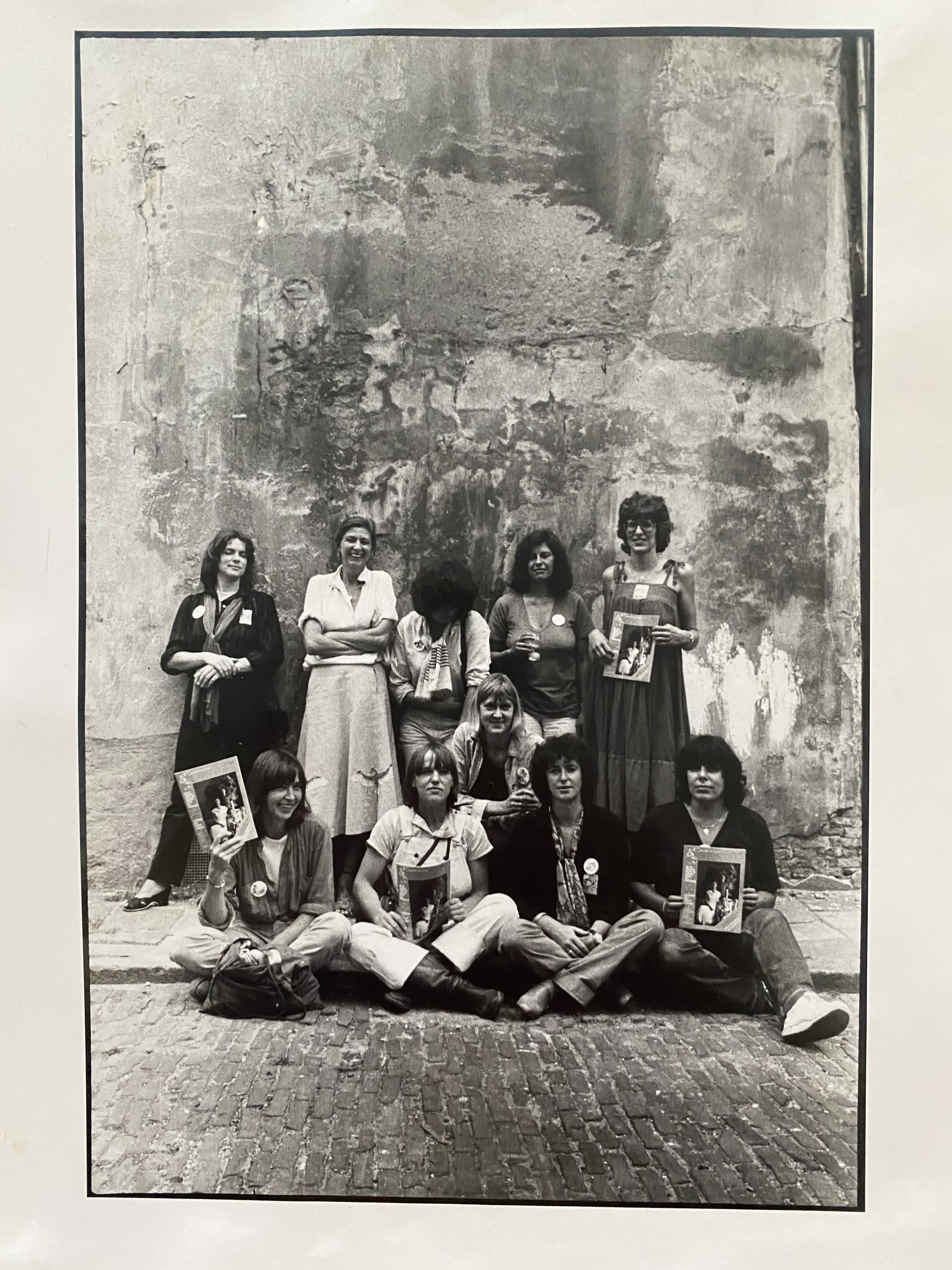
Scherphuis (staand, 2e van links) met de redactie van Serpentine (1979)

In de jaren 1970 maakte Scherphuis met collega's het links-feministisch blad Serpentine en een serie televisieprogramma's onder de titel Ot....en hoe zit het nou met Sien?. Daarnaast was ze redacteur van weekblad Vrij Nederland, waar ze bleef werken tot aan haar pensioen in 1998.

## Privé
Scherphuis was eerst getrouwd met de marinevlieger Hans de Wolff, die op 30 september 1959 voor de Nederlandse kust ter hoogte van Noordwijk dodelijk verongelukte met een Hawker Seahawk FGA-50 (de F 61 van het squadron 860). Hun zoontje Egbert verdronk ruim een jaar later nabij hun woonboot in Zaandam. 
In 1961 hertrouwde zij met Parool-fotograaf Bert Sprenkeling (1934-2012). Zij kregen samen een dochter. Scherphuis overleed op 79-jarige leeftijd en ligt begraven op begraafplaats Zorgvlied.

## Publicaties van Scherphuis (selectie)
- De vrouwenkliniek. Een kwarteeuw gynaecologie in Amsterdam (2006, met Anita van Ommeren). ISBN 90-5018-787-0
- De oorlog van Esmée van Eeghen (1988, met Anita van Ommeren). ISBN 90-218-3863-X
- 'Die man had moeten blijven leven'. Gerrit Jan van der Veen en het verzet (1988, met Anita van Ommeren). ISBN 90-218-3873-7
- Bij de TV, handboek voor kijkers (1963, samenst. Henk Prins)
- Bekoorlijk en behoorlijk (1962, vertaling en bewerking; oorspr. Mary Young)

## Biografie
- Peter van der Aa: Het strijdbare leven van Ageeth Scherphuis. Leeuwarden, Uitg. Elikser, 2025. ISBN 9789463657679